# Апоапсис
Апоапсис је тачка орбите небеског тијела или неког другог објекта у којој је оно најудаљеније од тијела око којег кружи.
Кад се говори о кружењу око планете Земље, онда се апоапсис назива апогеј, око Сунца афел, итд.